# Represa de Irapé
La presa de Irapé, la presa más alta en Brasil, es una presa de materiales sueltos construida en el río Jequitinhonha, en el estado de Minas Gerais. Se encuentra en la frontera entre los distritos de Berilo y Grão Mogol, unos 26 km  al oeste del municipio de Virgem da Lapa. La presa se construyó entre 2002 y 2006 como central hidroeléctrica.